# Господин Желязков
Господин Желязков Сербезов е български художник.

## Биография
Роден е на 20 юли 1873 г. в добруджанското село Демирча, близо до Кюстенджа. Основно образование получава в Добрич, а във Варна завършва гимназия. Учител по рисуване му е Антон Митов. Приет е в първия випуск на Държавното рисувателно училище в София при Иван Мърквичка и Антон Митов. През 1899 г. завършва с отличие. Печели стипендия на Светия синод на Българската православна църква и специализира църковна живопис в Русия. Ученик е на Иля Репин в Художествената академия в Петербург. През 1907 г. се завръща в България и получава разрешение да се занимава с иконопис и стенопис в храмовете във всички епархии

## Творчество
- Стенопис Света Троица в центъра на купола на църквата Седмочисленици“ в София
- Стенописи на светители, българските светии на пояса около олтара и житийни сцени - композициите „Иван Рилски връща даровете на цар Петър“ и Покръстването на княз Борис I“, надвратна икона на красните двери и др. в храм-паметник „Св. Александър Невски“ в София

- Катедралния храм „Св. Димитър“ във Видин,
- Църква „Света Троица“ в Добрич,
- Десет икони и картини с евангелски сюжети в черквата „Св. Никола“ във Враца
- Академични икони в църквите: Света София в София, Света Троица в София, Свети Атанас във Велико Търново, Света Петка в Плевен, Света Троица в Толбухин, Свети Георги в София, Успение Богородично в Елена, Света Троица в Горна Оряховица и много други.
- Академични стенописи и икони: Света Петка в Троян, Свети Никола в Карлово, Свети Никола във Велико Търново, Свети Никола в Разград, Свети Георги в Кърджали, църквите в Койнаре, Телиш Горни и Долни Дъбник, Крушовица и много други.

- Мозайки: проект за мозайката на фасадата на Синодалната палата в София.[1]

- Изложби - участия в Лондон (1907), Загреб (1908), Белград (1912)
- Съюзна дейност - Секретар е на българската секция на съюза „Лада“.[1]

На 27 юли 1937 г. пада от скеле при изографисването на Клисурския манастир и умира.

## Последователи
Олга Богданова
Геори Богданов
Стефан Николов